# Jules Brunet
Jules Brunet, född 2 januari 1838 i Belfort, död 12 augusti 1911 i Fontenay-sous-Bois, var en fransk armèofficer som spelade en central roll i både den franska invasionen  i Mexiko (1862-1867) och i det franska militära stödet till shogunens armè i Japan. Efter förlusten för shogunen, hade han en viktig roll i den senare delen av boshinkriget mellan de kejserliga styrkorna och shogunens armè. Han blev senare  general och stabschef för den franska krigsministern 1898.

## Ankomst till Japan
Brunet studerade artilleri vid Ècole Polytechnique, och tog examen 1857.När Napoleon III skickade en grupp av militära rådgivare till Japan för att modernisera shogunens armè, var Brunet med som artilleri-instruktör. Uppdraget kom i början av 1867, och Brunet utbildade shogunens trupper i ungefär ett år. Shogunen förlorade boshinkriget redan år 1868. Därefter ville den japanska kejsaren Meiji återfå full makt, därför gav han order till den franska militärgruppen om att lämna Japan omedelbart. Men Brunet vägrade och bestämde sig för att stanna kvar. Han avgick från den franska armèen och flyttade till norra Japan med resterna av shogunens arméer i hopp om att organisera en motattack. Brunet hjälpte till att organisera Ezo armèen som var under fransk-japansk ledning, men den besegrades av kejserliga trupper.

## Återkomst till Frankrike
Brunet återvände sedan till Frankrike. Den nya japanska regeringen begärde att Brunet skulle straffas för sin verksamhet i boshinkriget, men hans handlingar hade vunnit folkligt stöd i Frankrike, och begäran avslogs. Amiral Enomoto som i början var allierad med Brunet, hade anslutit sig till den kejserliga regeringen och blev minister av den kejserliga japanska flottan. Genom Enomotos inflytande förlät den japanska regeringen Brunet. Dessutom tilldelades han medaljer i maj 1881 och i mars 1885.